# Ведем Арад
Ведем Арад (пом. 1314) — імператор (негус) Ефіопії з Соломонової династії. Був братом Яґбе'у Сейона, успадкував трон від синів останнього.

## Правління
За часів його правління відбулась лише одна військова акція. У перший рік його царювання шейх Абу-Абдалла зібрав значну кількість послідовників та проголосив джихад проти Ефіопії. Ведем Арад відрядив багатьох агентів до табору Абу-Абдалли, яким вдалось переконати більшість послідовників останнього відвернутись від ідеї джихаду. Втративши значну частину сил, Абу-Абдалла був змушений піти на угоду з Арадом за умови, що негус задовольнить вимоги шейха. Деякі історики вважають, що люди Абу-Абдалли оселились на краю території Шоа.
1306 року Ведем Арад відрядив 30 послів до Європи, коли відбувались пошуки кандидата на іспанський престол (ймовірно Кастилії та Арагону). Можливо, довідавшись про успіхи християн у боротьбі з Аль-Андалусом в Іберії, Ведем Арад вирішив домовитись про об'єднання зусиль проти мусульманських ворогів. Чи досягли посланці успіху — невідомо, але вони відвідали Рим та Авіньйон. Дорогою додому посланці затримались у Генуї, де мали бесіду з географом Джованні да Каріньяно. Роботи Джованні втратились, але його записи знайшли відображення у праці Джакомо Філіппус Форесті Supplementum Chronicarum; то став перший текст, що пов'язує легендарного пресвітера Івана з Ефіопією.